# Alappuzha
Alappuzha (malayâlam : ആലപ്പുഴ) nommée jusqu'en 1990 Alleppey, est une ville de l'État du Kerala en Inde, chef-lieu du district homonyme. Alleppey est une ville et une municipalité du Kerala avec une population urbaine de 174 164 habitants et se classe au troisième rang des districts en termes de taux d'alphabétisation dans l'État. En 2016, le Centre pour la science et l'environnement a classé Alappuzha comme la ville la plus propre d'Inde. Alappuzha est considérée comme la plus ancienne ville planifiée de cette région et le phare construit sur la côte de la ville est le premier du genre le long de la côte de la mer Laquedive. C'est une destination touristique importante en Inde. Il relie Kumarakom et Cochin au nord et Kollam au sud. C'est également le point d'accès à la course annuelle de bateaux du trophée Nehru, qui se tient sur le lac Punnamada, près d'Alappuzha, le deuxième samedi d'août de chaque année. C'est l'une des courses de bateaux les plus populaires et les plus compétitives en Inde

## Géographie
C'est une ville côtière sur la mer des Laquedives avec des canaux sur la lagune, ce qui lui vaut le surnom de Venise de l'Est.
Elle est desservie par la Route fluviale 3, elle se trouve à 78km de l'Aéroport international Cochin et est reliée, par rail à Bombay, Kochi, Trivandrum et Madras.

## Économie
Les habitants de la ville dépendent de l'agriculture et des fruits de mer pour leur subsistance.

## Histoire
Lors d'une escorte menant la princesse Kokejin, promise par Kubilai Khan à l'ilkhan Arghoun d'Iran, Marco Polo y fera escale et la nommera "Venise de l'Orient".

## Lieux et monuments
- Le palais de Krishnapuram, dans le village du même nom, édifié au XVIIIe siècle par le roi Marthanda Varma de Travancore[2], à la suite de sa conquête et annexion de la région en 1746. Il abrite actuellement un musée.
- Le temple hindou de Sree Krishna Swamy à Ambalappuzha, est un grand sanctuaire dans la région. Lors de l'invasion du Malabar par Tîpu Sâhib en 1789, le temple a abrité l'idole de la déité du sanctuaire de Guruvayur, Guruvayurappan[3].
- une église de l'Église de l'Inde du Sud.

## Personnalités
- Tessy Thomas (1963-), ingénieure indienne, y est née.

## Galerie

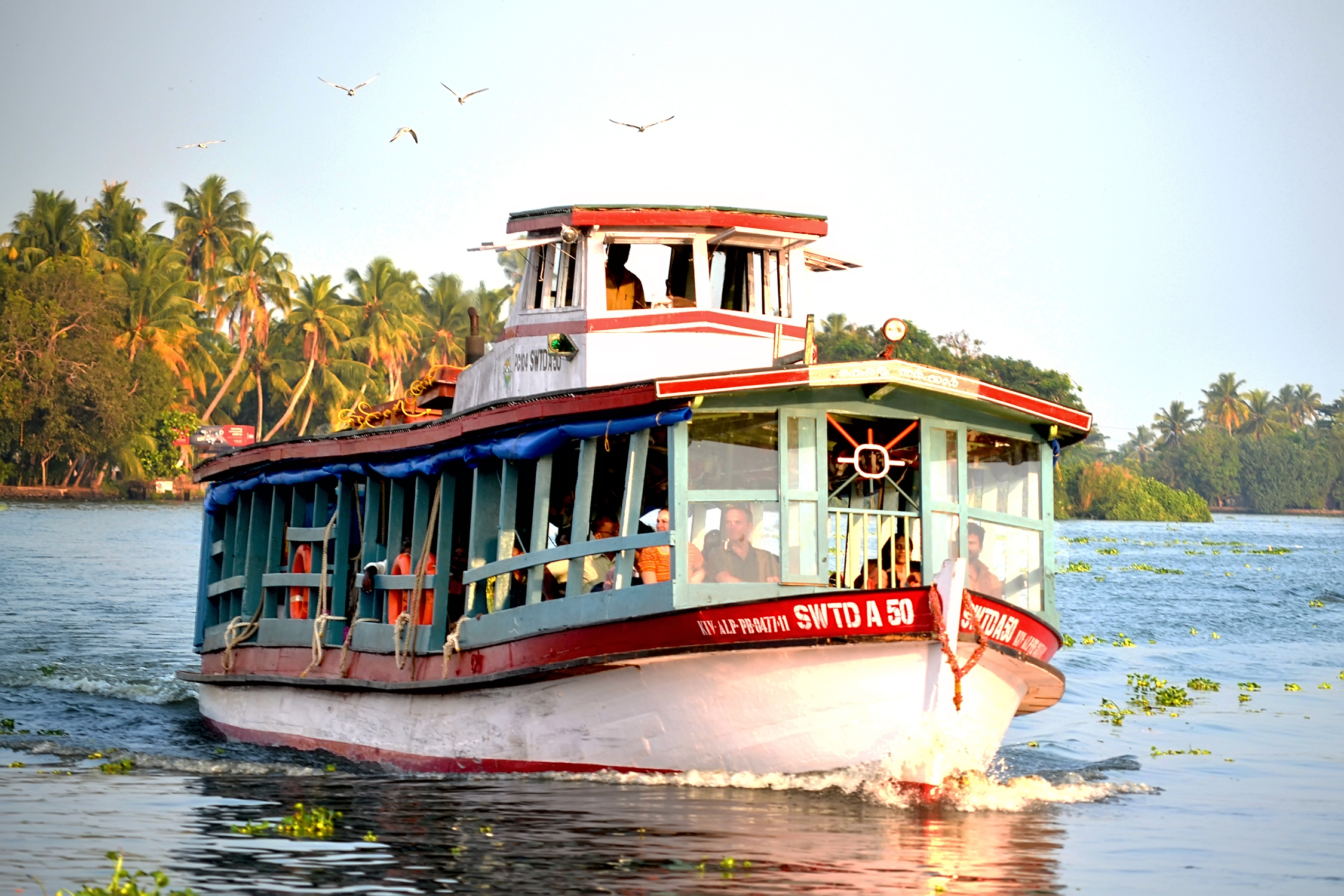
Transport public sur les backwaters
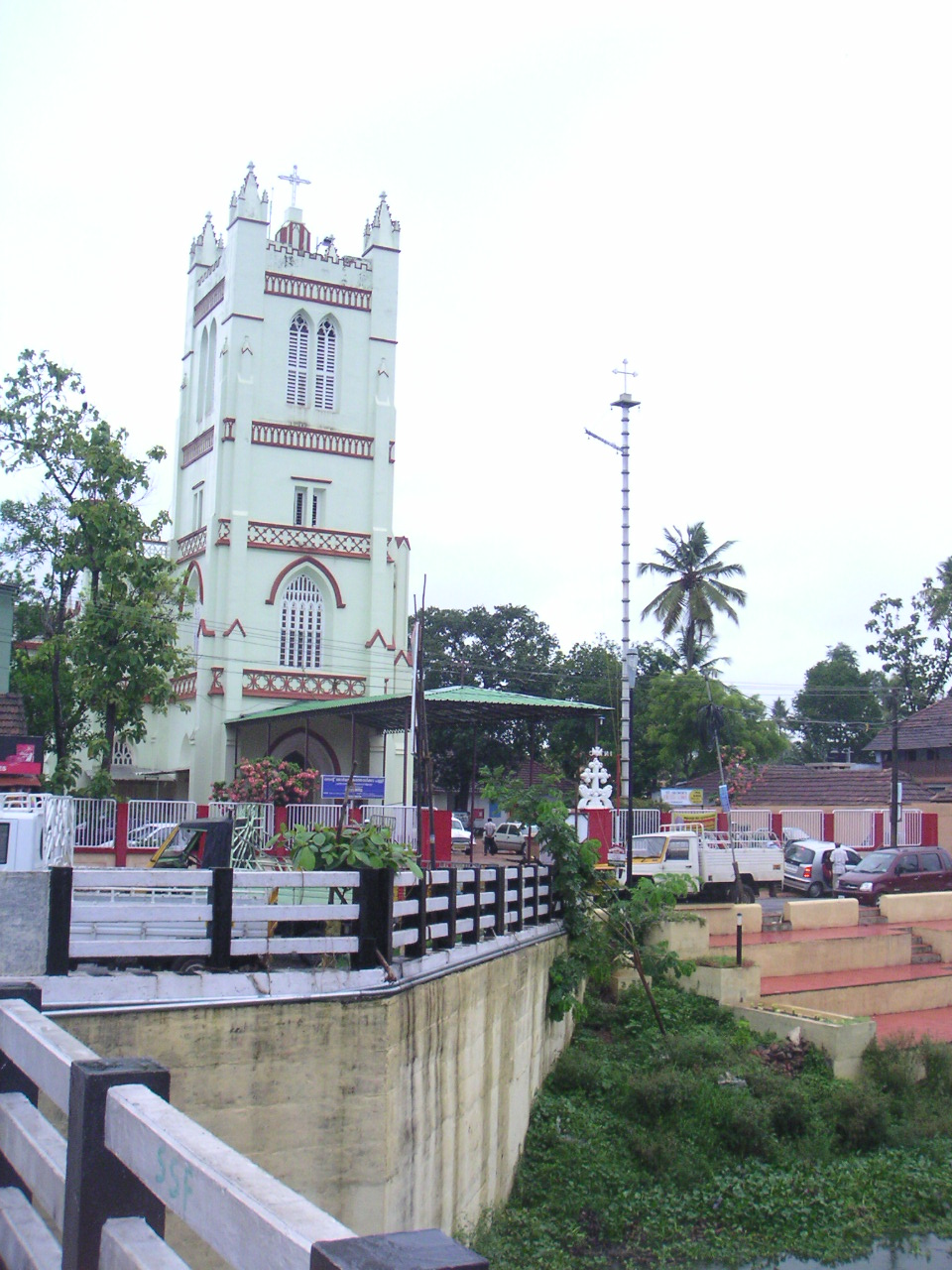
Église
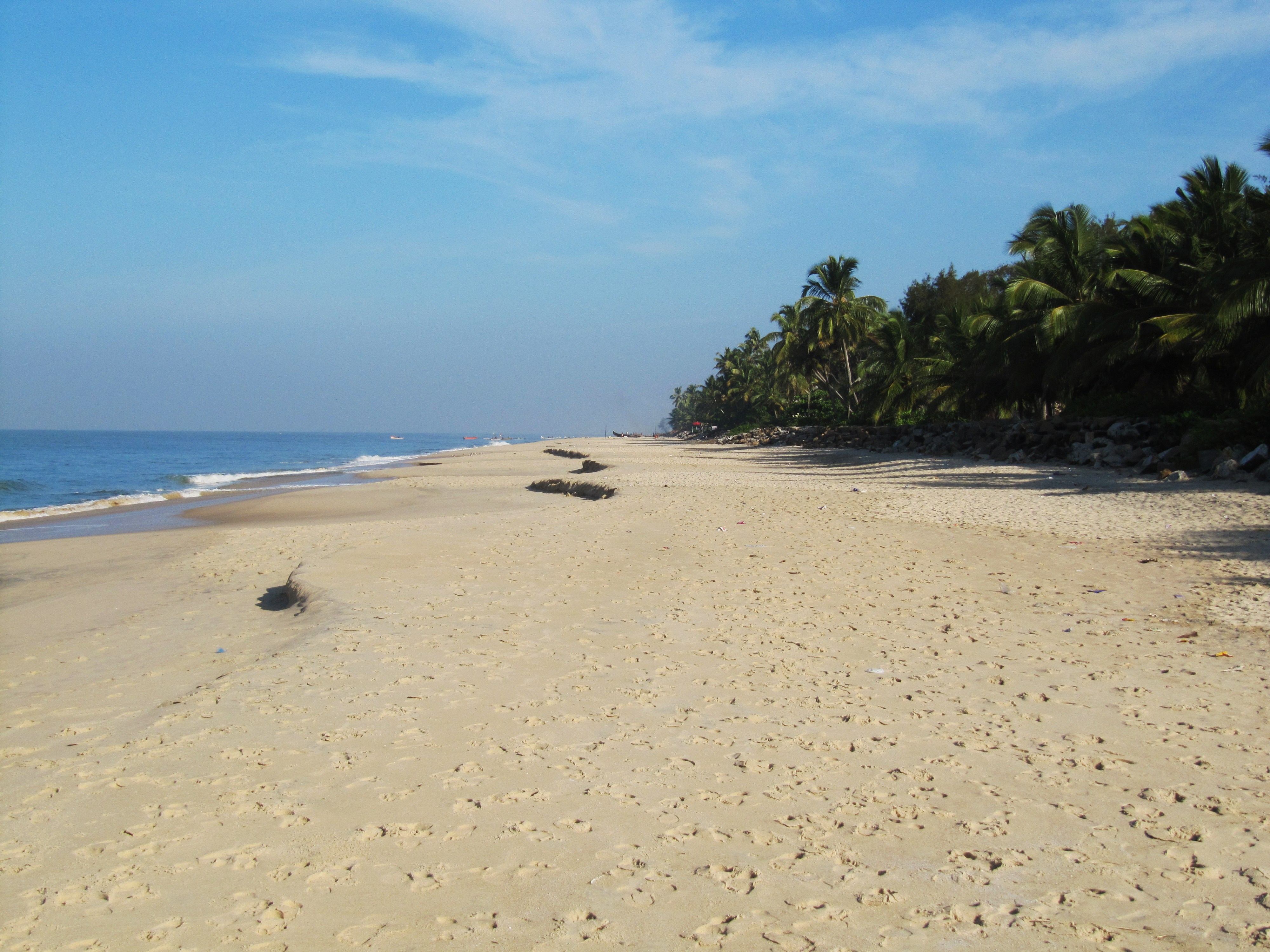
La plage.